# Moto E7 Power
El Moto E7 Power es un teléfono inteligente de gama media fabricado por Motorola Mobility. Fue lanzado en febrero de 2021.

## Características

### Hardware
El Moto E7 Power funciona con un Soc MediaTek Helio G25 que incluye dos CPU ARM Cortex-A53 4x 2GHz (Quad-core) y ARM Cortex-A53 4x 1.5GHz (Quad-core) de con una pantalla de 6.51 pulgadas, tiene un procesador Octa-core a 2GHz y 1.5GHz con un GPU PowerVR GE8320 con 4 GB de RAM y 64 GB de almacenamiento interno expandible hasta 512 GB con una tarjeta microSD.
Tiene una pantalla LCD IPS de 6.51 pulgadas con la resolución de 720 x 1600 pixeles. Tiene dos cámaras traseras de 13 MP + 2 MP apertura de f/2.0 y f/2.4 y cuenta con autofoco y flash Led. La cámara frontal de 5 MP con una apertura de f/2.2 y cuenta con flash Led.

### Software
El Moto E7 Power se vende con Android 10 y la interfaz de usuario Experience de Motorola.